# Cochlespira pulchella
Cochlespira pulchella là một loài ốc biển, là động vật thân mềm chân bụng sống ở biển trong họ Turridae.

## Hình ảnh

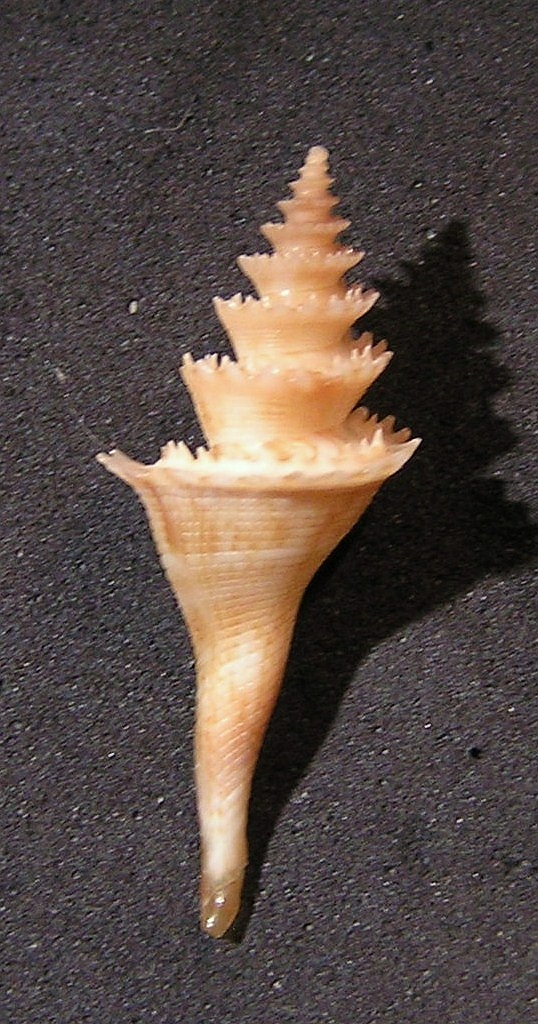